# Monetazione catalana

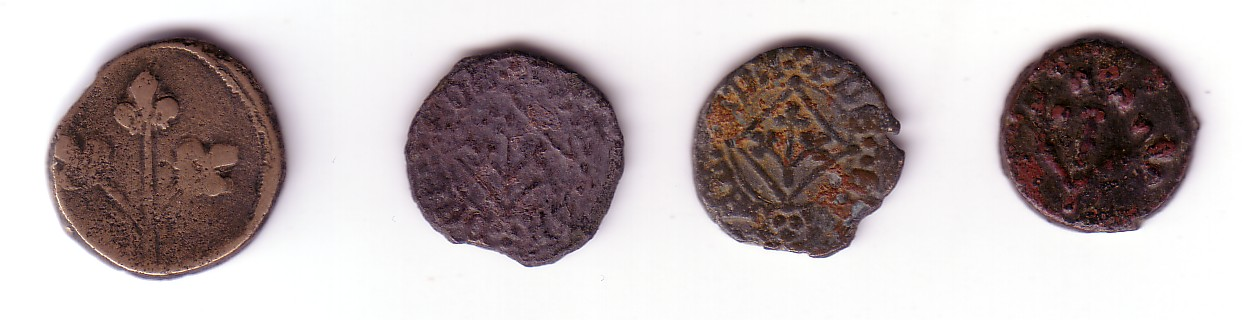
Antiche pugese catalane

La monetazione catalana è costituita dalle monete coniate in Catalogna e più in generale nei Paesi catalani.
Gli inizi della monetazione catalana possono essere fissati nelle monete battute a Empúries nel V-IV secolo a.C.. Alle monete greche seguirono le monete romane e quindi le monete coniate dai Visigoti. Più tardi ci fu la diffusione della monetazione carolingia basata sul denaro che in Catalogna prese il nome di diner, seguita dalle emissioni delle contee catalane: il florí català e le monete di Tarragona, che iniziano con l'indebolimento del potere carolingio. Appaiono i diners delle differenti contee, che avevano sempre meno valore.

## Monetazione greca
Le colonie greche presenti in Catalogna furono Emporiae (Empúries) e Rhoda (Roses). Nelle Baleari furono coniate monete anche a Ebusa (Ibiza), una città di fondazione punica.
Emporiae
Le monete principali coniate ad Emporiae furono:
- metà del IV - metà del III secolo a.C. : triemiobolo: Testa femminile tra E e M / cavaliere nudo su cavallo spaventato
  - obolo: Atena dx con elmo corinzio / capra sin, E in alto
  - obolo: Persefone con corona di spighe tra E e M e tre delfini intorno / Pegaso.
- prima del 250 a.C.
  - Dracma: Persefone con corona di spighe, tre delfini intorno / Pegaso. ΕΜΠΟΡΙΤΩΝ
  - 250 a.C. - 206 a.C.
  - Dracma: Persefone con corona di spighe, tre delfini intorno / Pegaso Emporiton in greco

Rhoda
Rhoda fu fondata secondo la tradizione da abitanti dell'isola di Rodi e nelle sue monete riporta tipi della madrepatria.
L'inizio della coniazione è leggermente posteriore alla dracma di Emporiae, ma ha una durata sensibilmente inferiore e pertanto le monete sono più rare.
- Verso il 250 a.C.:
  - dracma: ΡΟΔΗΤΩΝ testa di Persefone / rosa vista dal basso[2].

Il tipo al rovescio indica il nome della città ("tipo parlante"), come anche nelle monete della madrepatria: ῥοδον (rhodon) in greco antico è il nome della rosa.
Ebusus
Ebusus, (Ibiza) era una colonia fenicia situata sulle Isole Baleari, fondata forse verso la fine dell'VIII secolo a.C..
Di Ebusus sono riportate didracme ed emidracme d'argento ed alcune monete di bronzo. La monetazione d'argento è collocata verso la metà del III secolo a.C. e gli inizi del II secolo a.C. mentre le monete di bronzo sono probabilmente leggermente posteriori, agli inizi del II secolo a.C.
- Didracma ed emidracma: Kabeiros seduto di fronte con martello e serpente / toro passante

Il piede usato per l'argento era di 9,98 per il didracma e per l'emidracma di ca. 2,53 grammi.
Le monete di bronzo presentano sempre al dritto la figura di Kabeiros con il martello ed il serpente ed al rovescio l'iscrizione in caratteri fenici, אבשם, con il nome dell'isola. Gli antichi credevano che il terreno di Ebusus uccidesse i rettili velenosi. Questo forse spiegherebbe i tipi usati.

## Monetazione romana
Con l'ingresso dell'Hispania Citerior nell'orbita di Roma gradualmente si diffuse la circolazione delle monete romane.
Le monete romane repubblicane più diffuse erano:
- l'asse, moneta di bronzo dal valore di 12 oncia
- il sesterzio, d'argento, ma raro, durante la repubblica e di bronzo dopo la riforma monetaria di Augusto; valeva un quarto di denario
- il denario, moneta d'argento coniata dal periodo della seconda guerra punica fino al tempo dei Severi.

Circolarono anche monete di stile romano coniate localmente, con l'uso dell'alfabeto latino.
Nella penisola iberica ci furono anche emissioni locali, in particolare nell'Hispania citeriore presso le zecche di Saguntum, Emporiae, Carteia, Valentia ed altre.
Furono anche coniate monete di piede romano ma con testo in alfabeto iberico.
A Saguntum fu coniato un vittoriato con un piede monetario di 3,37 g, mentre ad Emporiae fu coniata la dracma secondo lo standard del denario da 4,52 g.
Nel periodo 214-204 a.C. ci fu una nuova emissione di vittoriati a Saguntum in uno standard ridotto (2,90 g)
Agli inizi del II secolo a.C. Emporiae e Saguntum cessarono di battere monete d'argento.
Poco dopo fu dedotta la colonia di Carteia che coniò frazioni di asse in bronzo.
Nel 138 ci fu la deduzione della colonia di Valentia che batté bronzi di piede unciale con legende latine.
Dopo il 133 e la caduta di Numantia tutta la monetazione cessò nella Hispania citeriore eccetto i bronzi di Emporiae e Saguntum.

## Monetazione dei Visigoti

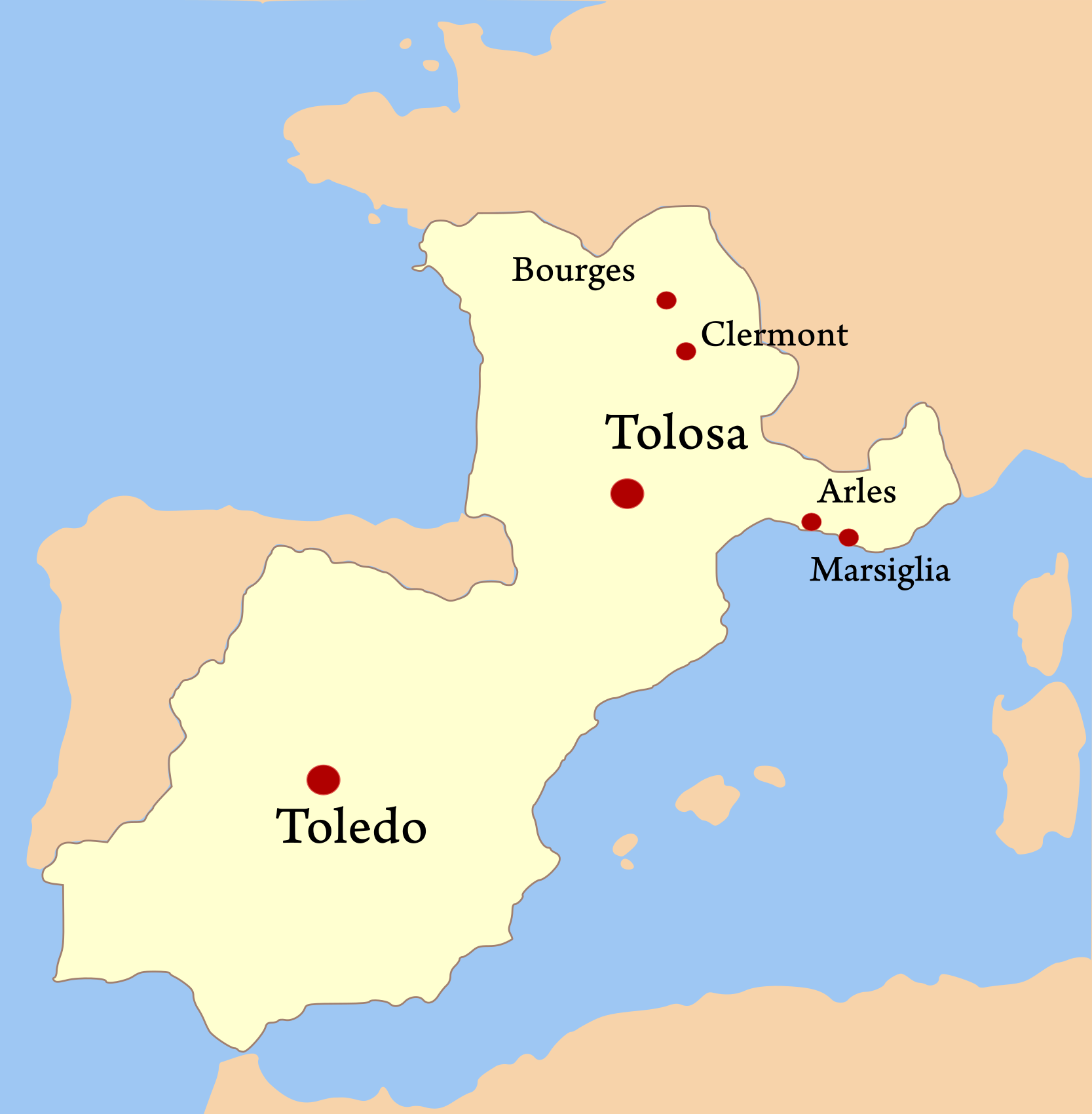
Il regno visigoto nella seconda metà del V secolo

I Visigoti entrano nei territori dell'Impero romano verso la fine del IV secolo e subiscono un profondo processo di romanizzazione; crearono dapprima un regno in Gallia e da qui allargarono il loro regno alla penisola Iberica. Con i Visigoti la monetazione nella Catalogna si restringe a Tarragona, Tortosa e Barcellona.
Nella seconda metà del V secolo avevano il controllo della Gallia meridionale e di una parte significativa della penisola Iberica che fu in gran parte sotto il loro controllo fino all'invasione islamica del 711.
Dal punto di vista monetario adottano il sistema romano dell'epoca, che era allora basato sul solido e sulla tremisse, la moneta dal valore di un terzo del solido. La tremisse divenne la moneta di base della monetazione dei Visigoti. Queste monete, le prime delle quali furono emesse nel sud della Gallia, imitavano fedelmente i modelli romani e bizantini.
Durante il regno di Leovigildo si ebbero le prime monete coniate direttamente a nome di un sovrano visigoto.
- Tremisse a imitazione di quelle coniate dagli imperatori romani. In linea di massima recano al dritto il busto imperiale ed il nome dell'imperatore ed al rovescio uno dei tipi usati contemporaneamente nell'Impero romano d'Oriente.[8].
- Tremisse di Barcellona, coniata da Leovigildo. Al dritto è raffigurato il busto stilizzato del re volto a sinistra e la legenda: XIVVIGILDVS. Al rovescio una croce su scalini, ad imitazione delle monete bizantine coeve, e la didascalia REX VARCINONA (re di Barcellona).[9]

Gran parte della Catalogna fu occupata per breve tempo nell'VIII secolo dai mussulmani di al-Andalus, ma dopo la sconfitta dell'emiro Abd al-Rahman ibn Abd Allah al-Ghafiqi alla battaglia di Poitiers del 732, i Visigoti riuscirono a riottenere la loro autonomia anche se scelsero di divenire tributari del regno dei Franchi, costituendo così parte della Marca Hispanica.

## Monetazione carolingia
Il passaggio dei Vandali nell'area di influenza dei franchi favorì la diffusione in Catalogna della monetazione carolingia e il conseguente passaggio da una monetazione basata sull'oro (sistema aureo) a quella basata sull'argento.
La monetazione carolingia ha come moneta principale la lira, che in realtà in quel tempo era esclusivamente una moneta di conto, ed era divisa in 20 soldi, a loro volta suddivisi in 12 denari. In Catalogna le monete prendono rispettivamente il nome di lliura, sou e diner.
- Lliura mallorquina: (lira di Maiorca, o anche lliura carolingia): era una unità di conto, equivalente a 20 sou e non veniva coniata[10].
- Sou: anche il sou era una moneta di conto, equivalente a 12 diner; non veniva coniata.
- Diner: era l'unica moneta coniata; nel tempo ebbe una progressiva svalutazione ed assunse varie nomi:
  - Diner de plata (denaro d'argento): era una moneta d'argento dal peso di circa un grammo d'argento fino.
  - Diner de billó (denaro di biglione): moneta dal peso di circa un grammo che conteneva ca. 0,35 grammi d'argento il resto era di rame. Questa moneta fu molto popolare durante il medioevo e fu coniata dalle diverse Contee catalane.

## Medio evo ed evo moderno
La malla barcelonina (maglia o medaglia di Barcellona), detta anche óbol era una moneta, corrispondente alla maglia in Italia e alla maille francese, che valeva mezzo diner. Fu coniata in argento nei secoli IX e X, o di biglione a partire dal X secolo.
La pugesa era una moneta de biglione, dal valore di un quarto di diner.
Il diner de quatern era una moneta catalana di biglione creata da Pietro il Cattolico con la decisione presa il IX delle calende d'aprile del 1212. Si chiamava anche moneda de Cort (moneta di Corte). Il suo valore era costituito da quattro dodicesimi d'argento, cioè un terzo, e otto di rame.
Il figlio, Giacomo I, creò il diner de tern, una moneta la cui lega era costituita per tre dodicesimi d’argento e 9 di rame.
Il 1346 Pietro IV di Aragona creò una nuova moneta: il florí d'or d'Aragó, e creò una zecca a Perpignano per coniare i real d'oro. Imitava il fiorino di Firenze. Oltre a Perpignano fu coniato anche a Barcellona, Gerona, Valencia e Maiorca, però mai in Aragona.

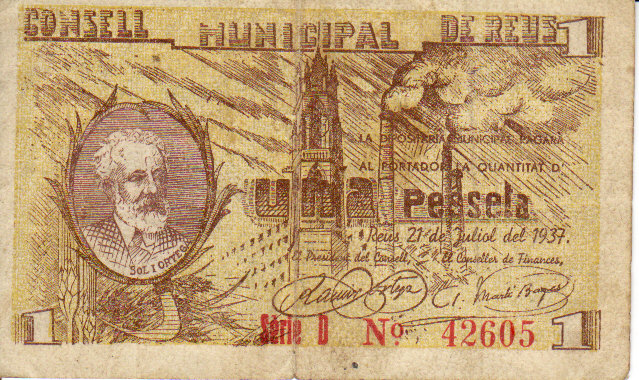
Biglietto da una peseta emesso dal Consiglio municipale di Reus durante la guerra civile spagnola.

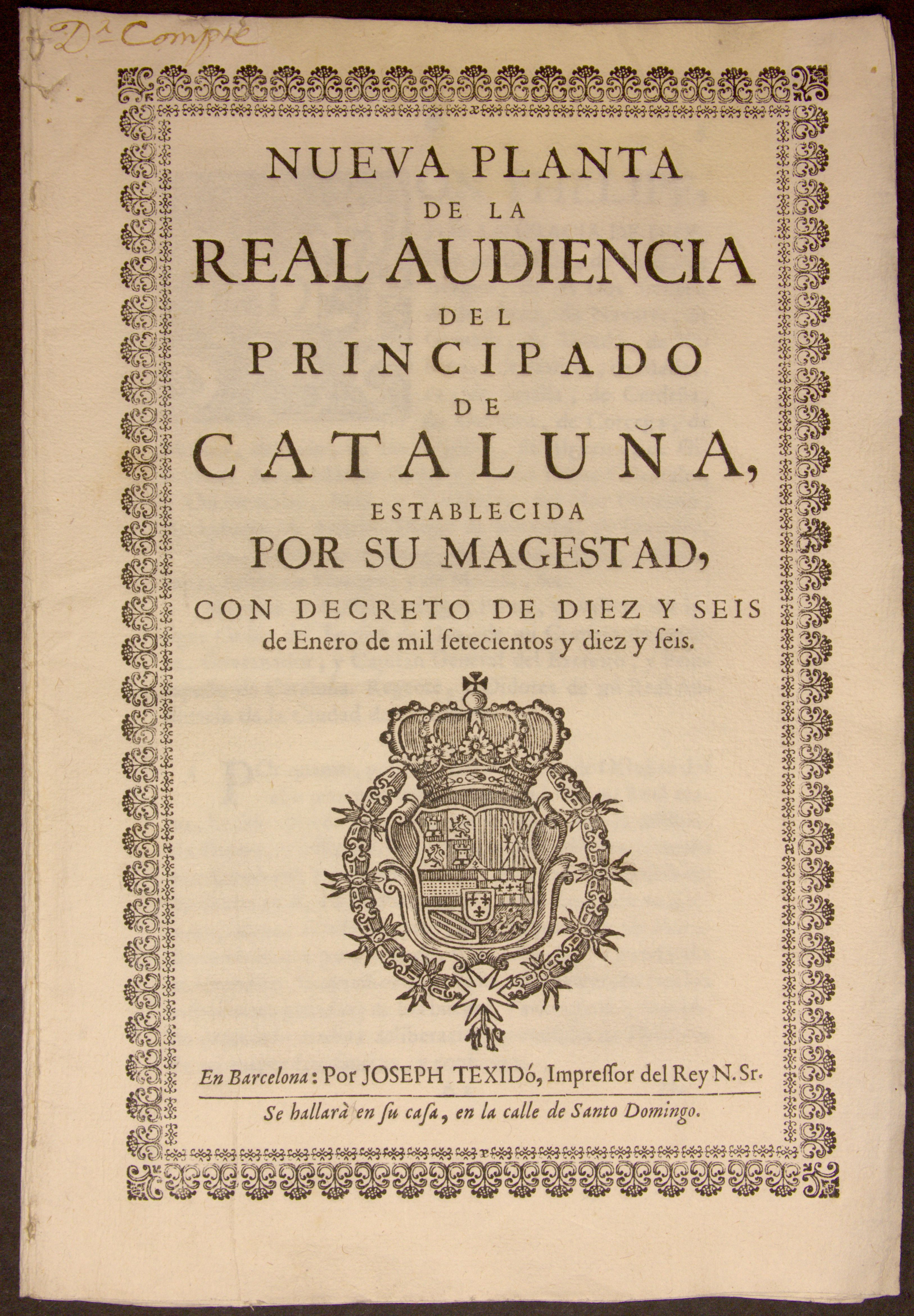
I Decreti di Nueva Planta, con il divieto dell'uso della lingua catalana nell'Amministrazione di giustizia in Catalogna

Il croat era una moneta barcellonese d'argento, coniata dall'epoca de Pietro II fino a Filippo V. Si chiamava anche diner de plata barcelonin, rals d'argent e gros blanc. Il nome viene dalla croce che era al rovescio. Fu abolito nel 1718 con i Decrets de Nova Planta.
A partir del 1612, dato lo scarso valore del diner, divenne generalizzata la coniazione dei multipli come il sou e la lliura, che furono in circolazione fino al 1714.
I decreti di Nueva Planta, emessi nel 1774 dopo, la guerra di successione spagnola, ebbero come conseguenza l'abolizione delle autonomie locali e l'imposizione della lingua castigliana nell'uso ufficiale dello stato. Furono inoltre abolite le Corti catalane le costituzioni catalane e la possibilità di emettere moneta.
L'escut divenne la moneta usata dall'anno della riforma del ministro dell'economia Pedro Salaverría (1864). Fino ad allora c'erano più di 90 diverse monete a corso legale tra gli abitanti dello Stato spagnolo, come i già citati diner, dobler, escut, maravedí, ral de billó, lliura mallorquina e infine perfino il sesterzio romano.
Durante la Guerra Civile (1936-39), gli ajuntament catalani fecero circolare fino a 3.384 banconote differenti della moneta in corso allora in Spagna, la peseta.

## Differenti monete usate in Catalogna

### Medioevo
- Pellofa, peco con valore di moneta, utilizzata in alcune comunità religiose[16]-
- Croat de Barcelona o Reial d'argent, creato nel 1285 da re Pietro III d'Aragona, equivalente a dodici diner de tern e che prende origine dal pirral d'argento[17][18].
- Ducat d'or, detto anche Principat[19].
- Diner di biglione, moneta dal valore di 20 sous[20].
- Sisè, inizialmente d'argento, dal valore di sei diner, e da un terzo di croat. In seguito di rame[21].
- Florí d'or Moneta d'oro pari al fiorino di Firenze, coniata a Perpignano da Giacomo III di Maiorca nel 1342, e da Pietro IV d'Aragona nel 1346[22].
- Ardit Moneta di bilgione, utilizzata dal XVI al XVIII secolo.
- Menut di Banyoles denaro di biglione, coniato a Banyoles tra il 1600 e il 1605[23].
- Dobler de billó detto anche doblenc, moneta di Maiorca, dal valore di 2 diner.
- Pes dur, (peso duro in castigliano) detto anche duro d'argent, o semplicemente duro[24].
- Reial d'or de Mallorca, detto anche real o ral equivalente a 10 reial d'argent.
- Reial d'argent pari a 2 sou. 8 reial d'argent erano pari a 1 duro.
- Reials de billó, 20 reial de biglione erano pari a 1 duro.
- Coronato, moneta in cui il re aveva una corona.

### Occupazione francese dal 1808 al 1814
Nel 1809 la Junta Superior de Govern del Principat de Catalunya creò la Casa de Moneda de Catalunya (zecca di Catalogna).
- Napoleó, pari a 5 pesete. Detto anche Nap[26].
- Quart.
- Peseta di Barcellona. Fu coniata per la prima volta durante l'occupazione francese dal 1808 al 1814. Fu nuovamente coniata a Maiorca nel 1823 e a Barcellona tra il 1836 e il 1837 per ordine della Junta d'Armament i Defensa del Principat[27].

### Sistema spagnolo
- Escut dal 1864, 10 erano pari a 1 reial di biglione[28].
- Peseta dal 1869, pari a 40 escut, nonché a 1 franco francese e a una lira italiana[29].
- Ecu, fissato nel 1999, come unità di conto e destinato a essere sostituito dall'euro[30].
- Euro dal 2002, pari a 166,386 pesete.

## Galleria d'immagini

XIII e XIV secolo
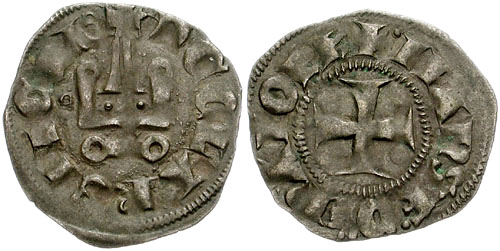
Denaro di Ferdinando di Maiorca, 1315-1316.
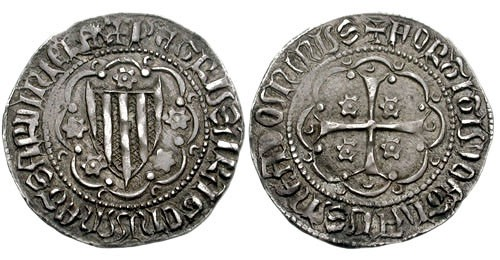
Alfonsino sardo di Pietro III, re di Sardegna, 1336-1387, con lo stemma della Catalogna a quattro barre.
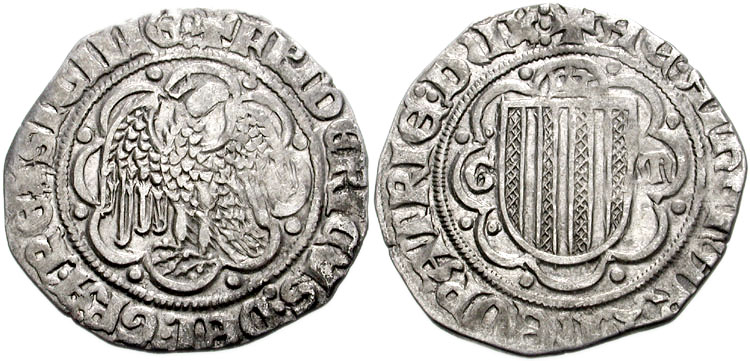
Real de 1360, di Federico IV il Semplice, 1355-1377.

XV secolo
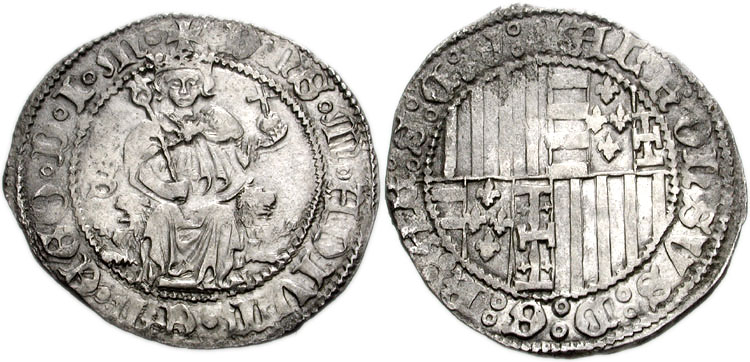
Carlino d'Alfonso il Magnanimo, 1435/42-1458.
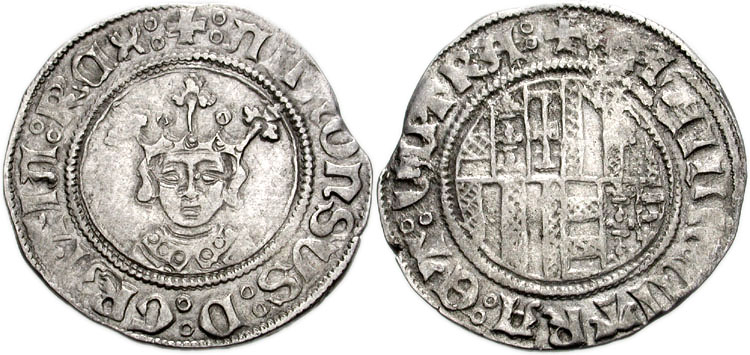
Real d'Alfonso il Magnanimo, 1442-1458.
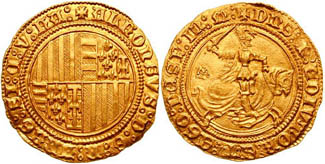
Ducato d'or d'Alfonso I, 1442-1458, detto anche alfonsino.
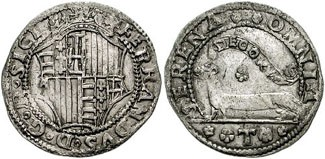
Armellino di Ferdinando il Cattolico, 1458-1494.
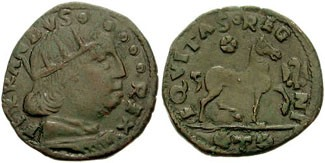
Cavallo di Ferdinando il Cattolico, 1458-1494.
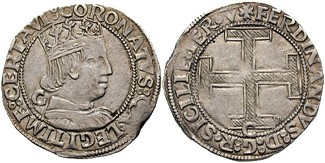
Corona de 1452, de Ferdinando il Cattolico, 1458-1494
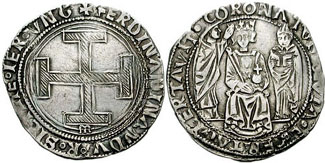
Corona de 1462, de Ferdinando il Cattolico, 1458-1494
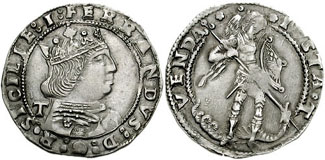
Corona de 1488, de Ferdinando il Cattolico, 1458-1494.
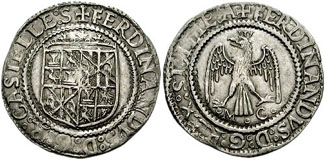
Tarì di Ferdinando il Cattolico, re di Spagna e Sicilia, 1479-1516.
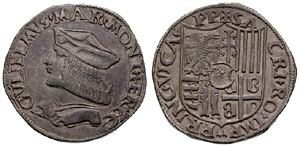
Testone di Guglielmo II Paleologo, 1494-1518.
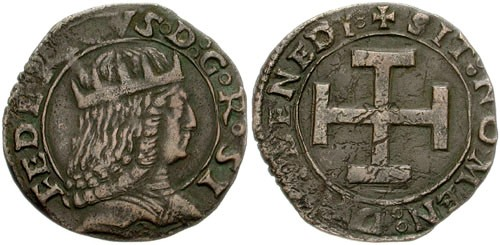
Sestino di Federico I di Napoli 1496-1501.

XVI secolo
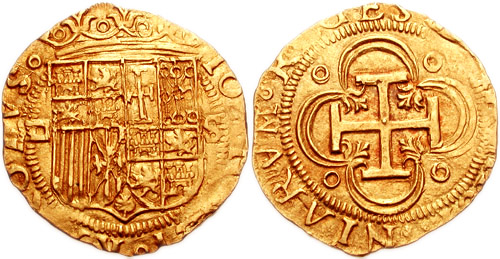
Escudo di Giovanna di Aragona e Castiglia i Carlo I, 1504-1555.